# Bescanó
Bescanó és un municipi de la comarca del Gironès, que forma part de l'àrea urbana de Girona. El municipi de Bescanó es troba a la riba dreta del riu Ter, a l'oest de la comarca del Gironès. Ocupa 36 km² dels contraforts orientals de les Guilleries. Els pobles de Bescanó, Estanyol, Montfullà i Vilanna amb les seves urbanitzacions (Urbanització Mas Llunès, Estanyol Parc) comparteixen un paisatge mediterrani de pujols boscosos. Delimita: pel nord, el riu Ter; pel sud, la capçalera de l'Onyar, el volcà de la Crosa i pla de la Selva; per l'est, el pla de Girona; i per l'oest, el pla de Trullàs. L'entorn rural conserva el passat agrícola: camps fèrtils al pla, turons del bosc espès i algun d'urbanitzat. La població depassa els 3.500 habitants, molta gent viu a Bescanó i va a treballar a l'àrea de Girona; el poble creix i es desenvolupa una economia industrial i de serveis, moderna i dinàmica.
El municipi actual es va conformar el 1846 quan els termes d'Estanyol, Montfullà i Vilanna van ser agregats al terme de Bescanó per la política de reducció del número de municipis.

## Demografia
| Entitat de població | Habitants (2023) |
| Bescanó             | 3.866            |
| Vilanna             | 715              |
| Montfullà           | 400              |
| Estanyol            | 197              |
| Font: Idescat       |                  |

| 1497 f | 1515 f | 1553 f | 1717 | 1787  | 1857  | 1877  | 1887  | 1900  | 1910  |
| ------ | ------ | ------ | ---- | ----- | ----- | ----- | ----- | ----- | ----- |
| 83     | 95     | 84     | 538  | 1.163 | 1.495 | 1.748 | 1.987 | 1.966 | 2.072 |

| 1920  | 1930  | 1940  | 1950  | 1960  | 1970  | 1981  | 1990  | 1992  | 1994  |
| ----- | ----- | ----- | ----- | ----- | ----- | ----- | ----- | ----- | ----- |
| 2.175 | 2.325 | 2.377 | 2.511 | 2.512 | 2.580 | 2.626 | 2.871 | 2.871 | 2.871 |

| 1996  | 1998  | 2000  | 2002  | 2004  | 2006  | 2008  | 2010  | 2012  | 2014  |
| ----- | ----- | ----- | ----- | ----- | ----- | ----- | ----- | ----- | ----- |
| 2.970 | 3.063 | 3.187 | 3.419 | 3.648 | 3.859 | 4.242 | 4.555 | 4.705 | 4.874 |

| 2016  | 2018  | 2020  | 2022  | 2024  | 2026 | 2028 | 2030 | 2032 | 2034 |
| ----- | ----- | ----- | ----- | ----- | ---- | ---- | ---- | ---- | ---- |
| 4.854 | 4.941 | 4.991 | 5.156 | 5.141 | -    | -    | -    | -    | -    |

## Geografia
- Llista de topònims de Bescanó (Orografia: muntanyes, serres, collades, indrets..; hidrografia: rius, fonts...; edificis: cases, masies, esglésies, etc).

Bescanó es troba dins la conca hidrogràfica del Baix Ter la qual té una superfície de 1.210,85 km². Aquesta conca hidrogràfica se circumscriu en les comarques de la Selva, la Garrotxa, el Gironès, el Pla de l'Estany, el Baix Empordà i l'Alt Empordà. A continuació es dona la llista de tots els punts d'aigua coneguts classificats en torrents, rieres, rius, canals i fonts. Cal anunciar la dispersió de noms amb què els ciutadans anomenen un mateix curs d'aigua, fet que dificulta la tasca d'identificació.
- Rius: Ter, Onyar i Güell
- Torrents: D'en Ribera, Rerablanca o d'en Gondahi, de Ca l'Aulina,...
- Rieres: Sant Pere, Reremurs, Vall-llobera
- Fonts: Dels Gossos, del Rector, de Can Godaia,...
- Canals: Séquia Monar, de Reg o Reg Gros

## Cultura
El poble disposa d'un teatre amb capacitat per 337 persones recentment renovat. En aquest teatre es fa una producció variada d'obres durant tot l'any.

## Història
Les peces arqueològiques mostren un passat remot, ric i divers: assentaments paleolítics del puig d'en Rigau i la vil·la romana de Montfullà; poblat ibèric i camp de sitges d'Estanyol, castells medievals de Bescanó; capelles i masos preromànics de Vilanna. Perviuen topònims ibers com Taceram (Ter) i visigòtics com el mas Wualard de Trullars. Les parròquies medievals s'estructuren durant l'alta edat mitjana sobre quatre vil·les romanes: Vilanna, Montfullà, Estanyol i Bescanó.
El domini comtal es manté a Montfullà i Bescanó, però els endeutaments dels reis fan que els burgesos de Girona comprin rendes i fundin masos on es refugiaran de la fam de 1333 i la pesta negra de 1348.
El segle xv és temps de malvestats. Els edificis són malmesos pels terratrèmols del 1427. Els nous estats europeus pressionen Catalunya. Girona és fortificada per guardar l'entrada a la península. Bescanó comparteix els continus setges sobre la ciutat, la defensa, la destrucció i la sagnia dels tributs que reclamen tant la ciutat com els enemics assetjats.
Durant les guerres carlines a Vilanna es produeixen els afusellaments sumaríssims de carlins (1851) que precipitaren l'abolició del cos dels mossos d'esquadra. Entre la segona a tercera guerra carlina s'implanten les escoles públiques de Bescanó i Estanyol. Tot just a finals del segle xix Bescanó comença a sortir de l'Antic Règim: el 1880 es construeix la carretera nacional i el 1893 el tren Girona - Olot. Grober i Bonmatí fan ponts sobre el Ter per accedir a les fàbriques tèxtils, símbol del canvi i progrés socioeconòmic del segle xx.
Esclata la guerra civil, i a Bescanó i Estanyol es formen comitès antifeixistes que assumiran les tasques de defensa i govern municipal fins a aconseguir el control polític de l'Ajuntament.
En la dècada de 1960 es desenvolupen indústries càrnies, comerços, tallers... que atrauen la immigració de la rodalia. El pantà de Susqueda fa oblidar els aiguats. Plega el tren d'Olot. Una guarderia pública substitueix la de la fàbrica. Creix l'eixample i s'edifiquen els primers pisos al barri obrer i cases noves.
Dels ans vuitanta ençà, s'aprofita l'impuls econòmic de l'entorn metropolità de Girona, que es tradueix en un creixement urbanístic i poblacional, sostingut i sostenible, dotat de tots els serveis públics que poden tenir i mantenir.

## Administració
A continuació hi ha la llista de batlles de Bescanó des de la transició:
| Període     | Alcalde o alcaldessa      | Partit polític | Data de possessió | Observacions |
| ----------- | ------------------------- | -------------- | ----------------- | ------------ |
| 1979–1983   | Llorenç Carreras i Sureda | UPB            | 19/04/1979        | --           |
| 1983–1987   | Ferran Illa i Nieto       | CiU            | 28/05/1983        | --           |
| 1987–1991   | Xavier Soy i Soler        | CiU            | 30/06/1987        | --           |
| 1991–1995   | Xavier Soy i Soler        | CiU            | 15/06/1991        | --           |
| 1995–1999   | Xavier Soy i Soler        | CiU            | 17/06/1995        | --           |
| 1999–2003   | Xavier Soy i Soler        | CiU            | 03/07/1999        | --           |
| 2003–2007   | Xavier Soy i Soler        | CiU            | 14/06/2003        | --           |
| 2007–2011   | Xavier Soy i Soler        | CiU            | 16/06/2007        | --           |
| 2011–2015   | Xavier Soy i Soler        | CIU            | 11/06/2011        | --           |
| 2015–2019   | Xavier Soy i Soler        | CIU            | 13/06/2015        | --           |
| 2019-2023   | Xavier Vinyoles i Compta  | ERC-AM         | 15/06/2019        | --           |
| Des de 2023 | n/d                       | n/d            | 17/06/2023        | --           |

## Festes i tradicions
- Gener: Cavalcada de Reis
- Febrer: Carnestoltes i La Bescanonina "BTT"
- Març: fira de l'embotit
- Abril: jornades musicals
- Juny/juliol/agost: estiu cultural
- Juny:
  - Festa del Patronat
  - Revetlla de Sant Joan
  - Nit de Poesia
- Agost: festa major (Sant Llorenç)
- Octubre: exposició de bolets
- Novembre: cuina i degustació de bolets
- Desembre: petit Pin
  - Cagatió Popular
  - Pessebre vivent
  - Concert de Sant Esteve
  - Sopar de Cap d'Any